# Gliese 433
Gliese 433 (Ґлізе 433) — зоря, яка розташована в сузір'ї Гідри на відстані близько 29,5 світлових років від Сонця. Навколо зорі обертаються, щонайменше, дві планети.

## Характеристики
Gliese 433 являє собою тьмяний червоний карлик 9,79 видимої зоряної величини. Його маса становить 48 % сонячної. Температура поверхні — близько 3600 кельвінів, що значно менше, ніж у Сонця. Світність Gliese 433 дорівнює всього лише 0,03 % сонячної. Судячи з ліній Н та Са у спектру, зоря має слабку магнітну активність.

## Планетна система
У 2009 році групою астрономів, що працювали у програмі HARPS, було оголошено про відкриття планети Gliese 433 b у системі. Це надзвичайно розігріта надземля, що має масу понад 6 мас Землі. Вона обертається на відстані близько 0,058 а.о. від материнської зорі, здійснюючи повний оберт за 7 з гаком діб. Орбіта другої планети, Gliese 433 c, яку відкрили у тому ж проекті HARPS у 2012 році, пролягає набагато далі. Вона обертається на відстані 3,6 а.о. від зорі, і рік на ній триває близько 3693 доби. Друга планета має масу 0,14 мас Юпітера.

## Найближче оточення зірки
Наступні зоряні системи знаходяться на відстані в межах 10 світлових років від системи Gliese 433:
| Зірка         | Спектральний клас | Відстань, св. років |
| CD-32 8179 AB | K0V / M V         | 1,7                 |
| HR 4523 AB    | G3-5V / M V       | 4,4                 |
| CD-26 8883 AB | K4-5V / ?         | 5,3                 |
| L 396-7       | M3.5V             | 6,7                 |
| CD-23 9765    | M3V               | 7,7                 |
| L 471-42      | M4V               | 8,6                 |
| L 399-68      | M3.5V             | 9,1                 |
| Ross 695      | M4Ve              | 9,2                 |
| CD-51 5974    | K0 / M0V          | 9,6                 |